# Jim Cummings (Regisseur)

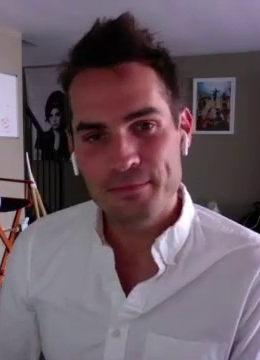
Jim Cummings (2020)

Jim Cummings (* 1986 in New Orleans) ist ein US-amerikanischer Filmregisseur und Drehbuchautor.

## Leben
Jim Cummings wurde 1986 in New Orleans geboren, wo er auch aufwuchs.
Nachdem Cummings rund zehn Jahre lang in verschiedensten Bereichen der Filmindustrie arbeitete, für Ton, Spezialeffekte und Kamera, und seinen ersten Kurzfilm als Regisseur vorstellte, Thunder Road, der 2016 beim Sundance Film Festival seine Premiere feierte, gab er mit Der Chaos-Cop (Originaltitel Thunder Road) sein Debüt bei einem Langfilm. Er fungierte bei dem Film als Produzent, Regisseur und Drehbuchautor und übernahm auch die Hauptrolle. Er spielt im Film Jim Arnaud, einen Polizisten, der nach seiner Scheidung und dem Tod seiner Mutter einen Zusammenbruch erleidet und versucht, die Beziehung zu seiner Tochter zu retten, da er nach dem Abbruch des Kontakts zu ihr das Einzige verloren hat, was in seinem Leben nun noch von Belang ist. Das einzige Element des Films, das autobiografisch sei, sei die Tatsache, dass auch er selbst geschieden ist, so Cummings.
Sein Film Der Betatest, bei dem Cummings gemeinsam mit PJ McCabe Regie führte, wurde im Juni 2021 im Rahmen der Internationalen Filmfestspiele Berlin in der Sektion Encounters vorgestellt. Der Thriller, mit Olivia Applegate und Virginia Newcomb neben Cummings und McCabe in den Hauptrollen, erzählt von Jordan Hines, der in einer Talentagentur arbeitet und demnächst heiraten will. Als Hines eine mysteriöse Nachricht erhält, in der er zu einem sexuellen Stelldichein eingeladen wird, er jedoch keine Ahnung hat, von wem die Nachricht stammt, gerät seine Welt aus den Fugen.
Cummings lebt in Los Angeles.

## Filmografie (Auswahl)
- 2010: No Floodwall Here
- 2016: Thunder Road (Kurzfilm, auch als Schauspieler)
- 2018: Der Chaos-Cop (Thunder Road, auch als Schauspieler)
- 2019: The Wolf of Snow Hollow (auch als Schauspieler)
- 2019: Greener Grass (als Schauspieler)
- 2021: Der Betatest (The Beta Test, auch als Schauspieler)
- 2023: Barry (Fernsehserie, Schauspieler Folge 3x8)
- 2023: The Last Stop in Yuma County
- 2025: Redux Redux (als Schauspieler)

## Auszeichnungen (Auswahl)
Atlanta Film Festival
- 2016: Auszeichnung als Bester Kurzfilm mit dem Jury Award	(Thunder Road)

Festival des amerikanischen Films
- 2018: Auszeichnung mit dem Grand Special Prize (Der Chaos-Cop)

Filmfest München
- 2018: Nominierung für den CineVision Award (Der Chaos-Cop)

Independent Spirit Award
- 2019: Nominierung für den John Cassavetes Award (Der Chaos-Cop)

South by Southwest Film Festival
- 2016: Auszeichnung mit dem Special Jury Award for Acting – Narrative Short (Thunder Road)
- 2016: Nominierung für den Grand Jury Award – Narrative Short (Thunder Road)
- 2017:	Nominierung für den Grand Jury Award – Narrative Short (The Robbery)
- 2018: Auszeichnung mit dem Grand Jury Award – Narrative Feature (Der Chaos-Cop)